# S. N. Goenka
Śrī Satya Narayan Goenka (indostánico: सत्यनारायण गोयनका, Satyanārāyaṇ Goyankā; Mandalay, Imperio británico, 30 de enero de 1924 – Bombay, 29 de septiembre de 2013) más conocido como S. N. Goenka, fue uno de los principales maestros de la meditación Vipassana.

## Biografía
Nacido en Birmania de padres indios hinduistas, de etnia marwari, Goenka fue criado como hinduista y al volverse adulto se convirtió en industrial y líder de la comunidad indobirmana. Después de desarrollar su interés por la meditación vipassana en un esfuerzo por superar las dolorosas migrañas que sufría, comenzó a estudiar con Sayagyi U Ba Khin, alto funcionario civil del gobierno birmano quien fuera uno de los líderes de un movimiento de reforma centrado en la vipassana. Goenka se convirtió en uno de los sucesores más prominentes de U Ba Khin y fundó una red internacional de centros de enseñanza con base en Dhamma Giri, Bombay.
Aunque la meditación vipassana es básicamente una técnica enseñada dentro de la tradición budista theravada, Goenka manifestaba que sus enseñanzas no eran sectarias y que estaban abiertas a la gente de cualquier fe. En 2012 recibió el premio Padma Bhushan del gobierno de la India.